# Candelo
Candelo é uma comuna italiana da região do Piemonte, província de Biella, com cerca de 7.804 habitantes. Estende-se por uma área de 15 km², tendo uma densidade populacional de 520 hab/km². Faz fronteira com Benna, Biella, Cossato, Gaglianico, Valdengo, Verrone, Vigliano Biellese.
Faz parte da rede das Aldeias mais bonitas de Itália.

## Demografia
| Variação demográfica do município entre 1861 e 2011                               |
|                                                                                   |
| Fonte: Istituto Nazionale di Statistica (ISTAT) - Elaboração gráfica da Wikipedia |